# Shir Tzedek
Shir Tzedek (in ebraico שיר צדק‎?; Beit She'an, 22 agosto 1989) è un ex calciatore israeliano, di ruolo centrocampista.

## Palmares

### Club

#### Competizioni nazionali
- Coppa Toto Al: 3

Ironi Kiryat Shmona: 2010-2011, 2011-2012
Hapoel Be'er Sheva: 2016-2017
- Campionato israeliano: 4

Ironi Kiryat Shmona: 2011-2012
Hapoel Be'er Sheva: 2015-2016, 2016-2017, 2017-2018
- Coppa d'Israele: 2

Ironi Kiryat Shmona: 2013-2014
Hapoel Be'er Sheva: 2019-2020
- Supercoppa d'Israele: 2

Hapoel Be'er Sheva: 2016, 2017